# 李凯稠
李凯稠（1981年12月13日—），生於湖南衡阳，中華人民共和國音樂製作人，北京现代音乐研修学院作曲大师班教师。其妻是乐队黑鸭子组合成员樊桐舟，女兒是李昕融。

## 作品
李凯稠曾為《听我说谢谢你》、《你笑起来真好看》、《火红的萨日朗》、《点赞新时代》、 《宝贝宝贝》、《美丽武汉欢迎你》 、《锦绣小康》 、《聽我說》、《请到长城来滑雪》、乌兰托娅的《套马杆》、王丽达专辑《军中百灵》 、廖昌永专辑《情释》、《我要去西藏》、《牧马少年》、《青青草原》、《高原蓝》、《莲的心事》、《爱不在就放手》、《塑料花》、《今夜的草原》、《火凤凰》、《一个人的寂寞两个人的错》、《恋人心》、《一万个舍不得》以及电视连续剧《婆家娘家》主题曲《冬》等歌曲作曲或編曲。

## 外部連結
- 李凯稠Akai的新浪微博 （页面存档备份，存于）